# Botoputih (Tikung)
Botoputih is een bestuurslaag in het regentschap Lamongan van de provincie Oost-Java, Indonesië. Botoputih telt 1735 inwoners (volkstelling 2010).